# バックダーン
パニックコースターバックダーン(Panic Coaster Back Daaan)とは、東京ドームシティアトラクションズ内ジオポリスにある室内ジェットコースターである。ジオポリスのジェットコースターとしてはジオパニック以来約11年ぶりである。モデルはゲルシュトラウアーの「ファミリーシャトルコースター」。

## 概要

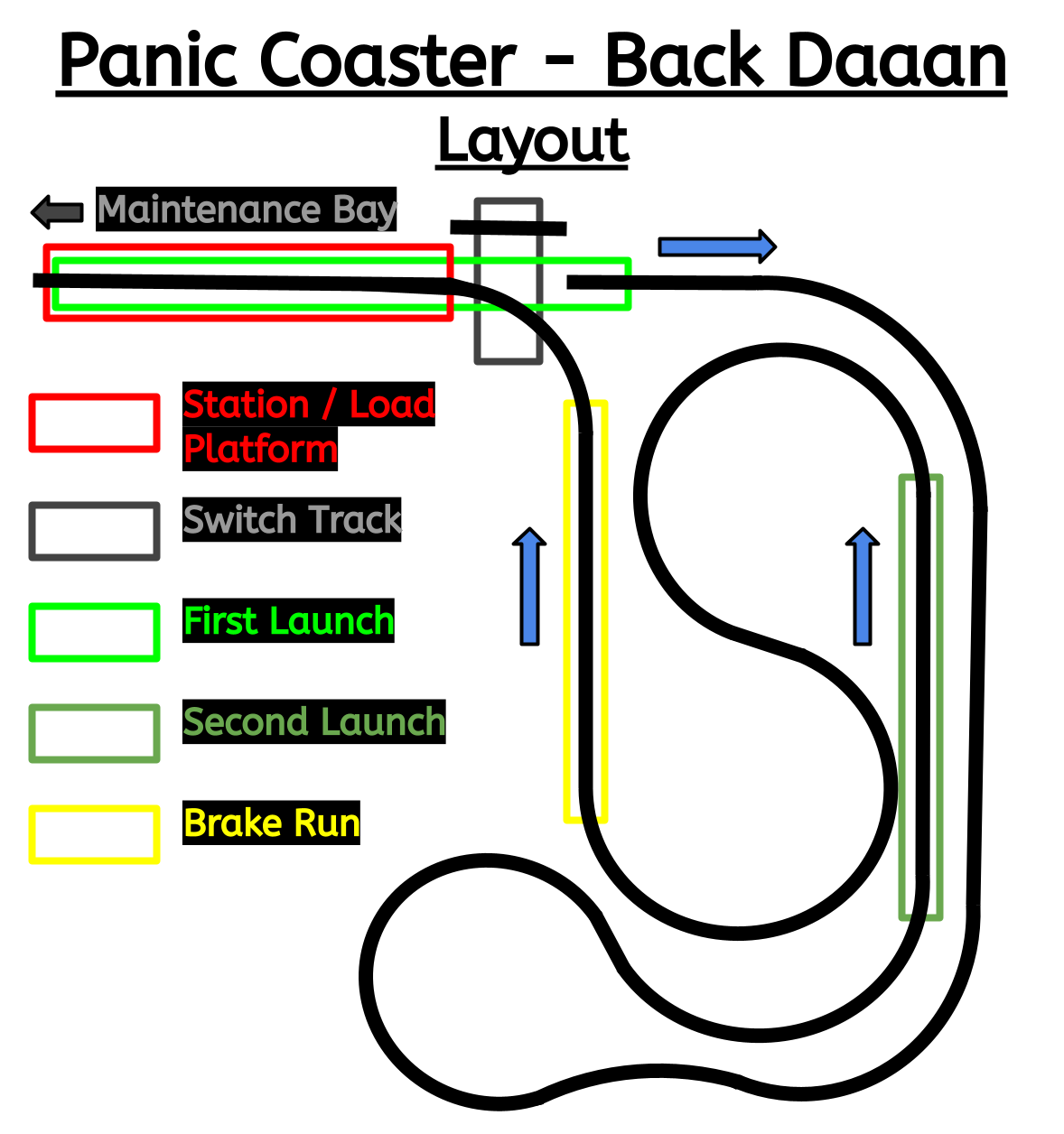
バックダーンの構造

- 2019年3月23日開業。1週目は前向き、2週目は後ろ向きに走行することが特徴[1]。
- 光と闇が織り成す照明演出、コミカルな爆弾が破裂する映像演出など、屋内環境ならではの演出が多数使用されている[2]。
- プラットホーム両側の壁にプロジェクターで映像を映し出しているため、運転中はプラットホームの乗降側の扉は完全に閉められている。
- アトラクション名のうち「パニック」はかつてバックダーンのある場所に存在していた「ジオパニック」、「トウキョウパニッククルーズ」から受け継がれている。

### スキップパス
次のアトラクションには少ない待ち時間で乗れる時間指定の「スキップパス」が数量限定で販売されている。
- バックダーン - 600円

## スペック
- 最高速度：30km/h
- コース全長：不明m
- 所要時間：約2分30秒
- 利用料金：900円
- 定員：1編成16名
- 乗車規定：身長100cm以上、年齢なし
- 製造メーカー：ゲルシュトラウアー